# Akja Nurberdiýewa
Akja Täjiýewna Nurberdiýewa, née en 1957 à Achgabat (République socialiste soviétique du Turkménistan), est une femme politique turkmène, présidente de l'assemblée du Turkménistan de 2006 à 2018 après avoir été choisie pour remplacer Öwezgeldi Ataýew, arrêté en décembre 2006. Elle est la première femme à devenir présidente de cette Assemblée.

## Biographie

### Éducation
Née en 1957 à Achgabat alors en République socialiste soviétique du Turkménistan, Akja Nurberdiýewa est titulaire d'un diplôme de sciences philosophiques et a suivi une formation d'enseignant.

### Carrière politique

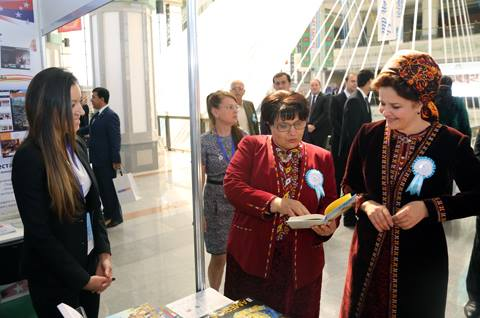
Tetyana Ivanishena, attachée de presse de l'ambassade américaine à Achgabat, présente un exemplaire du Charlotte's Web à Akja Nurberdiýewa et Maýsa Ýazmuhamedowa.

De 2000 à 2005, Nurberdiýewa est députée de l'Assemblée du Turkménistan (turkmène : Mejlis), lors de sa 2e convocation. À partir de 2005, elle devient vice-présidente du Mejlis lors de la nouvelle convocation. Parallèlement, elle est secrétaire élue du Parti démocratique du Turkménistan de la province d'Ahal et présidente du Centre national des syndicats jusqu'au 23 février 2007[réf. souhaitée].
Du 22 décembre 2006 au 23 février 2007, elle est la présidente par intérim du Mejlis après l'arrestation de Öwezgeldi Ataýew à la suite de la mort du président turkmène Saparmyrat Nyýazow le 21 décembre 2006. Le 23 février 2007, elle est officiellement élue présidente. Elle est réélue en 2014,.
Le 30 mars 2018, elle est démise de ses fonctions à la présidence du Mejlis et est autorisée à prendre sa retraite,,. Elle est remplacée par Gülşat Mämmedowa, ancienne vice-ministre de la Culture et des Médias.

### Carrière post-Mejlis
Selon les médias d'opposition, après avoir pris sa retraite du Mejlis Nurberdiýewa, elle devient instructrice à l'académie de la fonction publique. Non autorisée à quitter le pays bien qu'elle ne soit pas considérée comme politiquement persécutée, elle reçoit la proposition d'un poste au Ministère de la Justice mais le refuse.

## Décorations
Elle reçoit la médaille des 20 ans d'indépendance du Turkménistan en 2011, puis celle des 25 ans d'indépendance en 2016. Elle est également titulaire de la médaille Pyragie Magtymguly reçut en 2014.